# Etologie
Etologie je biologická věda, která se zabývá chováním živočichů. Všímá si ontogenetického i fylogenetického vývoje, vrozeného a získaného chování, vzorců chování a významu určitých vzorců chování pro přežívání daného druhu.
Při analýze chování by podle Nikolaase Tinbergena měl etolog řešit čtyři témata:
- funkce chování (jak dané chování pomáhá organismu přežít, proč se šíří populací);
- příčina chování (na jaké stimuly reaguje a jak působí, je-li vrozené či získané);
- vývoj (jak se mění s věkem);
- historie (které jiné druhy sdílejí tento znak).

## Chování živočichů

### Základní rozdělení
- vrozené chování – chování přítomné při narození jedince, které se však nemusí bezprostředně projevit. Není naučené ani získané během postnatálního vývoje. Je důsledkem vzájemného působení chování dědičného a vlivu faktorů prostředí v době před narozením či vylíhnutím;
- získané chování – chování získané během postnatálního vývoje učením a zkušenostmi nabytými během života jedince.

### Jiné dělení
- chování obranné: útěk, obrana
- chování rozmnožovací: námluvy
- chování komfortní: souvisí s péčí – hygiena[1]

## Historie etologie
Etologie jako vědní obor vykrystalizovala na přelomu 19. a 20. století. Díla popisující chování živočichů jsou však daleko starší, byť se na popis chování nezaměřovala cíleně. První důkladné popisy chování živočichů uvádějí ve svých spisech Hérodotos, Aristoteles (popsal např. včelí tanec) a Plinius starší (Historia naturalis).
Ve 13. století, v bohatě iluminovaném rukopisu De arte venandi cum avibus popsal sokolník císař Fridrich II. Štaufský chování ptáků. V 17. století se studiem chování zvířat žijících v zajetí zabýval anglický fyziolog a lékař William Harvey.
Dalšími pionýry etologie byli Johan Pernauer z Rosenau a Condillac (oba se zabývali ptactvem), Hermann S. Reinmarus (bezobratlí), Erasmus Darwin, Jean-Baptiste Lamarck, George Cuvier, Saint-Hilaire. Velkou pozornost etologii věnovali oba tvůrci evoluční teorie, Charles Darwin a Alfred Russel Wallace.
Další významné práce přinesli John Lubbock (komunikace hmyzu a etologie psů), C. LLoyd Morgan (etologie kuřat a kachen), Edward L. Thorndike (zvířecí inteligence), J. Henri Fabre (chování hmyzu v přírodě), Jakob von Uexküll a další. Za zakladatele etologie jsou považování Konrad Lorenz, Erich von Holst, Karl von Frisch a Nikolaas Tinbergen. Nejvýznamnějším českým etologem byl Zdeněk Veselovský, který je považován za zakladatele české etologie.

## Dílčí obory etologie
- neuroetologie
- ekologická etologie

## Oblast zájmu

### Instinkt
Slovník Merriam-Webster definuje instinkt jako „do značné míry dědičnou a neměnnou tendenci organismu vyvolat specifickou odpověď na podnět bez zapojení rozumu“.

### Reflexy
Důležitý posun v etologii je spojen s rakouským etologem 20. století Konradem Lorenzem (přestože objev učinil spíše jeho učitel Oskar Heinroth). Lorenz se přičinil o prohloubení znalostí o fixed action patterns (FAPs) – neměnné odpovědi organismu –, kterou, jak dnes víme, „automaticky“ (bez zapojení zadního mozku) vytvářejí sympatické a parasympatické nervy. Dnes jsou reflexy již dobře zmapované a vyšetření reflexů je běžnou součástí diagnostiky nervových poruch v každé neurologické ordinaci.

### Habituace (přivyknutí)
Habituace je vymizení odpovědi na opakovaný biologicky významný podnět. Zvíře se naučí, že podnět ztratil biologický význam. Například prérijní psi (Cynomys ludovicianus) za normálních okolností odstrašují predátora štěkáním – pokud však žijí ve městech, reflex se ztrácí. Neurofyziologicky přespříliš opakovaný nervový signál postupně přestane účinkovat, podobně jako se tomu tak děje např. při jamais vu.

### Asociativní učení
Asociativní učení označuje proces učení, při kterém se nová odpověď začne spojovat s určitým stimulem. První studie provedl fyziolog Ivan Petrovič Pavlov. Asociativní učení znají akvaristé (rybky připlavou k hladině, když začíná krmení) nebo chovatelé psů – pes běží ke dveřím, když chovatel vezme do rukou vodítko.
Asociativní učení souvisí mj. se vznikem tzv. pověrčivého chování. Holubi se v experimentu snažili napodobit chování, za které v první části pokusu dostali semínko, přestože ve druhé části pokusu jim ho výzkumníci dávali náhodně.

### Vtištění (imprinting)

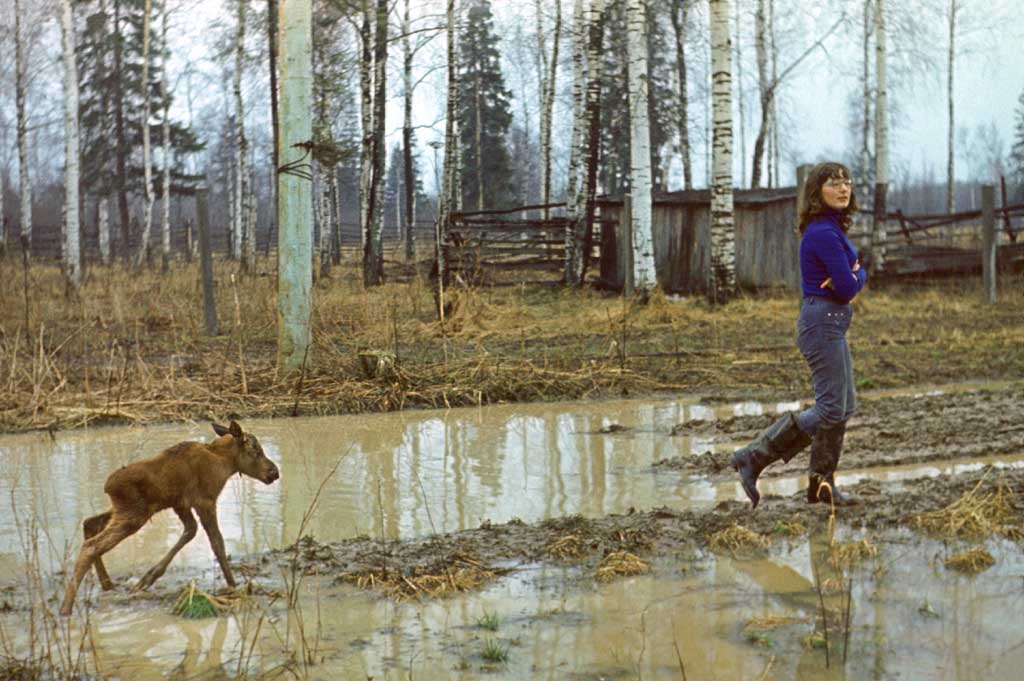
Pokud je člověk přítomen u losího mláděte ve chvíli, kdy dochází ke vtištění, bude ho mládě následovat stejně, jako by byl jeho matkou

Značná část naučeného chování pochází z raného období. Speciální případ takového učení pozoroval a popsal poprvé Conrad Lorenz na narozených housatech; ta chodí za matkou téměř ode dne, kdy se vylíhla. Vtištění (vtiskávání, vpečeťování) je rychlá forma učení, která probíhá v průběhu senzitivní periody, tj. v rané fázi ontogeneze, kdy je jedinec vnímavý vůči tomuto typu učení. Pokud rozeznáme okamžik, kdy k imprintingu dochází, lze vyvolat stejné chování uměle.

### Kulturní učení
Kulturní učení (cultural transmission) označuje chování, které je učením pozorováním a nápodobou předáváno z rodiče na potomka. Jak ukazují výzkumy i tzv. vlčích dětí, kulturní učení je u lidí klíčové při socializaci, pro schopnost ovládat jazyk. U zvířat mohou složité kulturní zvyky (např. svatební tanec některých primátů, dialekty kobylek, podle kterých poznají příslušníky stejného druhu) zabránit hybridizaci.

### Učení pozorováním: nápodoba
Nápodoba (imitace) je pokročilou formou učení, při kterém si např. potomci vštěpují chování napodobováním rodičů. Například mladá vydra mořská se učí pozorováním matky rozbíjet lasturu mlže kamenem, použít vhodný kámen, hledat mlže na vhodném místě atd. Napodobování bylo zkoumáno mj. na šimpanzech, přičemž se potvrdila hypotéza o roli prestiže. Učící se šimpanzi při výběru, koho budou napodobovat, dávali přednost hierarchicky vysoko postaveným šimpanzům. (Stejně jako lidé napodobují tzv. celebrity.)

### Sociální chování zvířat
Živočichové často žijí ve skupinách a vytvářejí složité hierarchické struktury. Etologie může na živočišném společenství zkoumat:
- strukturu skupiny (vztah pohlaví, hierarchie, dominance alfa-samců: zkušenějších či zdatnějších)
- vnitřní vztahy (sdílení zdrojů, vnitřní boje, altruismus, zápas o samice)
- komunikaci (způsob, proměnlivost)
- skupinové chování (koordinace chování)

### Sexuální chování zvířat
Etologie může zkoumat:
- namlouvací rituály
- lákání samic a soupeření samců
- pohlavní výběr a preferenci samic
- dominanci mezi pohlavími
- monogamii, polygynii, polyandrii, polygynandrii (dva samci sdílejí dvě samice), polygamii, promiskuitu, bisexualitu, homosexualitu aj.
- souboj pohlaví, mechanismy reprodukce

## Seznam významných etologů
- George Barlow (1929–2007)
- Patrick Bateson (1938–2017)
- Alfred Brehm (1829–1884)
- Étienne Bonnot de Condillac (1715–1780)
- Georges Cuvier (1769–1832)
- Erasmus Darwin (1731–1802)
- Charles Darwin (1809–1882)
- Richard Dawkins (* 1941)
- Irenäus Eibl-Eibesfeldt (1928–2018)
- Jean-Henri Fabre (1823–1915)
- Dian Fossey (1932–1985)
- Karl von Frisch (1886–1982)
- Jane Goodall (* 1934)
- Temple Grandinová (* 1947)
- William Donald Hamilton (1936–2000)
- Oskar Heinroth (1871–1945)
- Robert Hinde (1923–2016)
- Julian Huxley (1887–1975)
- Julian Jaynes (1920–1997)
- Jean-Baptiste Lamarck (1744–1829)
- Konrad Lorenz (1903–1989)
- Desmond Morris (* 1928)
- Ivan Petrovič Pavlov (1849–1936)
- Hermann Samuel Reimarus (1694–1768)
- Petr Foltýn (* 1974)
- Etienne Geoffroy Saint-Hilaire (1772–1844)
- Burrhus Frederic Skinner (1904–1990)
- John Maynard Smith (1920 –2004)
- Douglas Alexander Spalding (1841–1877)
- William Thorpe (1902–1986)
- Nikolaas Tinbergen (1907–1988)
- Jakob von Uexküll (1864–1944)
- Frans de Waal (* 1948)
- Alfred Russel Wallace (1823–1913)
- John B. Watson (1878 –1958)
- Zdeněk Veselovský (1928–2006)
- William Morton Wheeler (1865–1937)
- Edward Osborne Wilson (1929–2021)